# Ceroplesis conradti
Ceroplesis conradti là một loài bọ cánh cứng trong họ Cerambycidae.